# Amphipoea intermedia-albomaculata
Amphipoea intermedia-albomaculata är en fjärilsart som beskrevs av Heydemann 1931. Amphipoea intermedia-albomaculata ingår i släktet Amphipoea och familjen nattflyn. Inga underarter finns listade i Catalogue of Life.